# Glacidorbis hedleyi
Glacidorbis hedleyi är en snäckart som beskrevs av Tom Iredale 1943. Glacidorbis hedleyi ingår i släktet Glacidorbis och familjen Glacidorbidae. IUCN kategoriserar arten globalt som livskraftig. Inga underarter finns listade i Catalogue of Life.